# نئوپلان
نئوپلن (انگلیسی: Neoplan) شرکت خودروسازی آلمانی است، که در سال ۱۹۳۵ تأسیس شد.